# 贺斌
贺斌（英文：Bin He，1957年8月—），生于浙江杭州，生物工程学家、神经生物学家，2009年—2010年IEEE生物医学工程学会主席。IEEE生物医学工程学会，缩写EMBS，是国际电气电子工程师协会（IEEE）旗下的主要学会之一，是世界最大的生物医学工程领域的学会组织。

## 生平
贺斌又名封智，本科毕业于浙江大学。1981年，贺斌获得浙江大学机电工程理学学士学位。1985年，获得浙江大学机电工程理学硕士学位。1988年，获得日本东京工业大学生物医学工程博士学位，并以最高荣誉毕业。
贺斌曾在美国哈佛大学和麻省理工学院联办的生物医学工程研究中心做博士后研究。之后以大学杰出学者（“University Scholar”）在美国伊利諾大學芝加哥分校做研究。
2004年，贺斌成为美国明尼苏达大学生物医学工程、机电工程和神经科学的教授（Professor of Biomedical Engineering, Electrical Engineering, and Neuroscience）。他是明尼苏达大学生物医学功能成像和神经工程实验室（Biomedical Functional Imaging and Neuroengineering Laboratory）的主任，也是该校神经工程中心的主任。
2007年，贺斌曾当选国际功能源成像学会主席。

## 荣誉
- 国际电气电子工程师协会（IEEE）会士
- 美国医学与生物工程院院士
- 美国心脏协会研究员奖（Investigator Award）
- 美国国家科学基金会CAREER奖